# Ribamar Fiquene
Ribamar Fiquene là một đô thị thuộc bang Maranhão, Brasil. Đô thị này có diện tích 900,483 km², dân số năm 2007 là 7127 người, mật độ 7,91 người/km².